# Генеральный прокурор при Верховном суде Германии
Генеральный прокурор при Верховном суде Германии (сокр. Генеральный прокурор Германии) (нем. Generalbundesanwalt beim Bundesgerichtshof) — должность главы государственного органа при Верховном суде Федеративной Республики Германии, осуществляющий на федеральном уровне уголовное преследование лиц, совершивших преступления, а также поддерживает государственное обвинение в федеральной судебной палате. Часто упоминается как «федеральная прокуратура». С 17 ноября 2011 года и вплоть до своей отставки 4 августа 2015 года должность Генерального прокурора при Верховном суде Германии занимал Харальд Ранге. В настоящее время должность генпрокурора занимает д-р Петер Франк.

## История
Генеральная прокуратура Германии была основана в 1950 году, придя на смену Верховной прокуратуре. Главный офис сегодняшней прокуратуры при федеральной судебной палате расположен в Карлсруэ. Другая ветвь судебной инстанции прокуратуры находится в Лейпциге.
До основания Федерального департамента юстиции 1 января 2007 года, администрация Генеральной прокуратуры также имела отделение в Бонне, занимавшееся ведением центрального федерального реестра данных на основании Закона о федеральном реестре данных. После реорганизации, с 1 января 2007 года ведение центрального федерального реестра данных перешло в введение Федерального департамента юстиции Германии, штаб-квартира которого также находится в Бонне.

## Обязанности
Генеральная федеральная прокуратура не является вышестоящим органом власти в иерархии прокуратур страны. Генеральный прокурор исполняет свои функции как представитель обвинения на судебных процессах в федеральной судебной палатой, а также как представитель следственного органа в порядке, установленном уголовно-правовым законодательством ФРГ наряду с земельными прокуратурами.
У Генерального федерального прокурора при Верховном суде Германии есть следующие круги задач:
- Участие в процессах, пересмотре и процедурах обжалования при рассмотрении уголовных дел в Верховном суде;
- Уголовное преследование за преступления против внутренней безопасности государства (в частности, при угрозе террористических актов) и за преступления против внешней безопасности (государственная измена и шпионаж). Данные полномочия осуществляются согласно §120[5], абз. 1, Закона о судебной организации.

## Список Генеральных прокуроров при Верховном суде Германии
| Nr. | Имя                          | Вступление в должность | Выход в отставку    |
| --- | ---------------------------- | ---------------------- | ------------------- |
| 1   | Carlo Wiechmann (1886—1967)  | 7 октября 1950 г.      | 31 марта 1956 г.    |
| 2   | Max Güde (1902—1984)         | 1 апреля 1956 г.       | 26 октября 1961 г.  |
| 3   | Wolfgang Fränkel (1905—2010) | 23 марта 1962 г.       | 24 июля 1962 г.     |
| 4   | Ludwig Martin (1909—2010)    | 7 апреля 1963 г.       | 30 апреля 1974 г.   |
| 5   | Зигфрид Бубак (1920—1977)    | 31 мая 1974 г.         | 7 апреля 1977 г.    |
| 6   | Kurt Rebmann (1924—2005)     | 1 июля 1977 г.         | 31 мая 1990 г.      |
| 7   | Alexander von Stahl (* 1938) | 1 июня 1990 г.         | 6 июля 1993 г.      |
| 8   | Kay Nehm (* 1941)            | 7 февраля 1994 г.      | 31 мая 2006 г.      |
| 9   | Monika Harms (* 1946)        | 1 июня 2006 г.         | 30 сентября 2011 г. |
| 10  | Харальд Ранге (1948—2018)    | 17 ноября 2011 г.      | 4 августа 2015 г.   |
| 11  | Петер Франк (* 1968)         | 5 октября 2015 г.      |                     |